# Fanaloka madagaskarska
Fanaloka madagaskarska, fanaloka (Fossa fossana) – gatunek drapieżnego ssaka z podrodziny falanruków (Euplerinae) w obrębie rodziny falanrukowatych (Eupleridae). Zwierzę to prowadzi nocny tryb życia. Z powodu nazwy systematycznej jest mylona z fossą madagaskarską (Cryptoprocta ferox).

## Taksonomia
Gatunek po raz pierwszy, zgodnie z zasadami nazewnictwa binominalnego, opisał w 1776 roku niemiecki zoolog Philipp Müller nadając mu nazwę Viverra fossana. Holotyp pochodził z Madagaskaru. Jedyny przedstawiciel rodzaju fanaloka (Fossa) opisany został w 1864 roku przez brytyjskiego zoologa Johna Edwarda Graya.
Dane molekularne z 2003 roku wykazały bliskie pokrewieństwo tego taksonu z Cryptoprocta. Autorzy Illustrated Checklist of the Mammals of the World uznają ten gatunek za gatunek monotypowy.

### Etymologia
- Fossa: malgaska nazwa foussa dla fanaloki[12].
- fossana: francuska nazwa fossane dla fossy użyta przez Buffona[3].

## Zasięg występowania
Fanaloka madagaskarska jest gatunkiem, występującym endemicznie na Madagaskarze.

## Morfologia
Długość ciała (bez ogona) 40–45 cm, długość ogona 22,1–26,4 cm, długość ucha 4,4–4,8 cm, długość tylnej stopy 8,4–9,3 cm; masa ciała dorosłych samic 1,3–1,75 kg, dorosłych samców 1,5–1,9 kg. Jej futro jest szarobrązowe oraz występują na nim czarne cętki.

## Ekologia
Zwierzę to odżywia się owocami, a także poluje na różne owady oraz drobne kręgowce.

## Ochrona
Gatunek narażony jest na wyginięcie, przez co objęty został konwencją waszyngtońską  CITES (załącznik II).